# ドラゴン (ドラゴンクエスト)
ドラゴン（Dragon）は、伝説の生物で様々なフィクションにて取り扱われる。本項目ではスクウェア・エニックスのコンピュータゲーム「ドラゴンクエストシリーズ」におけるドラゴンを取り扱う。多くの作品において、モンスターの系統のひとつであるドラゴン系として定義付けられている。主にドラゴンや爬虫類型のモンスターがこれに入る。

## 概要
ドラゴン、竜など、古今東西の伝承に登場する爬虫類様の生物をモチーフにしている。総じて強力なモンスターが多い。ドラゴンの名前を持つモンスターは第1作から登場しているが、データの上でドラゴン系という分類が登場したのは『ドラゴンクエストIII そして伝説へ…』（以下『III』）以降。同作ではシステム上、武器のドラゴンキラーで攻撃するとより大きなダメージが与えられるモンスターとして設定された。
『ドラゴンクエストモンスターズ』（以下『DQM』）では全てのモンスターに系統が設定され、従来はドラゴンとは扱われなかった種族もドラゴン系とみなされるようになった。具体的にはキングコブラやマッドルーパーといった爬虫類、両生類型のモンスターが含まれるようになった。ただしこれらは、以降の作品ではドラゴン系とは扱われない場合も多い。
海竜属やサラマンダ属は水系、ドラゴスライムなどはスライム系、竜王や竜神王などは????系に分類されていることもある。なお、DQMシリーズではスカルゴンなどの死竜属の魔物はゾンビ系に分類されるが、ナンバリングシリーズではドラゴン系に分類される。メタルドラゴン属の魔物はナンバリングシリーズではマシン系に分類される。
解説文中の呪文の詳細はドラゴンクエストシリーズの呪文体系を、ほのお等の特殊攻撃の詳細はドラゴンクエストシリーズの特技一覧を参照。

## 主なドラゴン系モンスター
ドラゴン
トカゲのように翼の無い緑色のドラゴン。四足歩行。
ドラゴン
『ドラゴンクエスト』（以下『I』）では竜王からローラ姫の見張りを任されており、ファミコン版（以下、FC版）以外ではこのドラゴンのみ能力が高めに設定されている。『トルネコの大冒険』（以下『TD』）の第一作では、ゲーム中最強のモンスターとして登場した。『ドラゴンクエスト モンスターバトルロード』（以下『バトルロード』）ではしっぽで相手を激しく強打し、「はげしいほのお」を吐く。
『ジョーカー2』では強化された強ドラゴン（レベル20以上のドラゴン同士を配合）、最強ドラゴン（レベル50以上のドラゴン同士を配合）も登場する。
魔幻ドラゴン
魔幻竜王戦の中ボス。
キースドラゴン
青色と紫のドラゴン。『I』とゲームボーイカラー版（以下、GBC版）『III』に登場。『I』では炎を吐くが、GBC版『III』では凍える吹雪を吐く。『TD』シリーズでは、口から吐く炎はホーミングミサイルのように正確に標的を追いかける。『ドラゴンクエスト モンスターバトルロードII』（以下『バトルロードII』）では丸まって相手に突進するほか、『III』と同様に氷属性のブレス「こごえるふぶき」を吐く。
ダースドラゴン
オレンジ色のドラゴン。『I』とGBC版『III』で登場。炎のほかに『I』では呪文も使える（FC版ではラリホー、GBC版ではマホトーン）。「ダークドラゴン」とする予定であったが当時のロム容量制限内でカタカナの「ク」が割愛されたため「ダース」となった。『TD』シリーズでは、炎はホーミング機能の他に壁もすり抜ける特性をもつため、敵にすると非常に厄介な魔物といえる。攻撃力も、TD2では全モンスター中最高の攻撃力をもつ。『バトルロードII』ではHPが低めだが力が強く、前足のツメで相手を激しくひっかき、灼熱属性のブレス「しゃくねつ」を吐く。また、雄たけびをあげて相手をすくませる技も使う。
魔瘴魂ゼノドラゴン
紫色のドラゴン。『X』Ver.5.5のストーリーボスの一種。
ゴールデンドラゴン
金色の巨大なドラゴン。『ドラゴンクエスト 少年ヤンガスと不思議のダンジョン』（以下『ヤンガス』）で登場。作中では???系とされている。キースドラゴンのように、正確にフロア内の敵に向かって炎を吐いてくる上、あらゆる状態変化をうけつけない。
光の番人
白色のドラゴン。『ドラゴンクエストヒーローズ 闇竜と世界樹の城』で登場。海底神殿のボスで、主人公に試練を与える。雷の攻撃を得意とする。
戦闘に勝利すると、力を認めてくれる。

グリーンドラゴン
ヒレのような飾りと翼を持つ二足歩行のドラゴン。
グリーンドラゴン
緑色のドラゴン。『ドラゴンクエストIV 導かれし者たち』（以下『IV』）と『VII』で登場。『IV』では毒の息を、『VII』では氷の息、『IX』では猛毒の霧を吐く。
レッドドラゴン
グリーンドラゴンの上位種で、赤い体色。『IV』と『IX』で登場。バギクロスとマヌーサの呪文を唱え、口から高熱のガスを吐く。
アンドレアル
グリーンドラゴンの上位種。FC版『IV』では灰色の体色だが、PlayStation版（以下、PS版）及びニンテンドーDS版（以下、DS版）『IV』と『VII』では紫色の体色。『IV』ではデスキャッスルの結界を守るボスで、複数で現れ一体が敗れても次々と同族の仲間を呼ぶ。『VII』と『IX』では普通の雑魚モンスターとして登場し、激しい炎などのブレスを吐く。
凶グリーンドラゴン
『スーパーライト』に登場。身体の一部がマ素に覆われたグリーンドラゴン。
凶レッドドラゴン
『スーパーライト』に登場。身体の一部がマ素に覆われたレッドドラゴン。
凶アンドレアル
『スーパーライト』に登場。身体の一部がマ素に覆われたアンドレアル。
デスアンドレアル
『ウォーク』に登場。進化の秘法で蘇った、体色が黒いアンドレアル。

ドラゴンマッド
4本の角とナマズのようなヒゲをもつ二足歩行のドラゴン。
ドラゴンマッド
青いドラゴン。ユニークな外見に反して非常に凶暴な種族だとされており、ブレス攻撃こそしないものの高い攻撃力を誇り、わしづかみにされると受けるダメージが大きい。『ドラゴンクエストV 天空の花嫁』（以下『V』）で登場。『V』で仲間になるドラゴンマッドは攻撃力が高く、炎のブレスと状態異常系の特技を覚るが、守備力は低い。
ボスガルム
ピンク色の亜種。『V』で登場。口から炎のかわりに砂煙を吐く。

ブラックドラゴン
4本の角と巨大な翼をもつ大型で二足歩行のドラゴン。
ブラックドラゴン
黒いドラゴン。火炎の息を吐き、爪で相手をわしづかみにする。『V』で登場。PlayStation 2版（PS2版）では、サイズがグレイトドラゴンよりやや小型になっている。『ジョーカー2』ではグレイトドラゴンよりも上位の階級に属する。
グレイトドラゴン
金色の体をもつ上位種。ドラゴンキッズの成長した姿ともいわれている。『V』で登場。凄まじい攻撃力と口から吐く激しい炎が武器で、属性攻撃に対する耐性も持ち合わせている。
グランシーザー
青白い体を持つ上位種。『スーパーライト』で初登場。
常闇の竜レグナード
『X』Ver.3に登場。赤黒い体色をしている。
錯乱の竜
『X』トビアスクエスト第3話でトビアスが竜化の術に失敗し、暴走した姿。赤い体色。
りゅうおうもどき
『XI』3DS版に登場。紫色。追憶の迷宮の番人。時の守り神によって竜王の力を与えられ、冒険の書を乱した。???系。
輝晶獣ドグドラ
闇に包まれたレグナード。
風の祠の守護者
『X』Ver.5.4で登場。グランシーザーのような体色だが、角は青白く発光している。
キングコブラ
キバによる攻撃が得意なコブラの姿をした魔物。毒蛇属。
キングコブラ
赤と黒の縞模様を持つコブラ。『ドラゴンクエストII 悪霊の神々』（以下『II』）で登場。攻撃と同時に相手に毒を送り込む。モンスターズにも出現する。
バシリスク
薄紫色の上位種。本来のバジリスクはトカゲ型だが本シリーズでは蛇である。攻撃と同時に相手に毒を送り込む。『II』で登場。

リザードフライ
トンボとトカゲが合体したような魔物。集団で現れ、次々と襲い掛かってくる。

リザードフライ
緑色の羽虫のようなドラゴン。ギラの呪文を唱える。『II』で登場。
ドラゴンフライ
赤色の亜種。炎を吐いてくる。『II』で登場。

バピラス
プテラノドン（本シリーズのプテラノドンは、むしろランフォリンクスに似ており、鳥系に分類されている）に似た翼竜。
バピラス
青色の翼竜で、海の上に出現する。『II』で登場。
メイジバピラス
黄色のバピラスの上位種族。『II』で登場。炎を吐き、ルカナン、ラリホーの呪文を唱える。

テラノバット
プテラノドンとティラノサウルスをあわせたような姿をしている。
テラノバット
黄色い翼竜で、雄叫びをあげて相手をひるませる。『IV』で登場。
ライバーン
白いテラノバットの亜種。カギ爪に毒を持ち、攻撃した相手を毒状態にする。また、後述のはしりとかげを呼ぶことがある。『IV』で登場。PS版とDS版では、ライバーンとテラノバットの体色が逆になっている。
ライバーンロード
緑色のテラノバットの最上位種。毒こそ持たないものの、素早さ以外の全体的な能力はライバーンよりも優れている。『IV』で登場。

ガメゴン
カメとドラゴンが合体したようなモンスター。資料によっては大亀属とする場合もある。甲羅があるため、守備力が高い。本編シリーズでは殻にこもって防御するアクションがあるが、『DQM』の資料では殻にこもることができないと書かれている。
ガメゴン
青色のカメのようなモンスター。『III』『V』『IX』で登場。『III』では甘い息をいてくる。『V』では打撃攻撃しかしないが、時折身を守ることがある。
『III』発売前の雑誌では漢字で「玄武」と表記される形で紹介されていた。
ガメゴンロード
赤い色をしたガメゴンの上位種。『III』『V』『IX』『X』で登場。マホカンタの呪文を唱えて呪文を反射させようとする。アストロンを使用し、自身を鋼鉄化する。スピンオフ作品『モンスター物語』においては、ドラゴンと大海亀を合成させた魔物だとされている。
ロードン
『スラもり』に登場するボス。ドラゴン族と対立している。ドラハルトJr.と主人公が協力して戦うことになる。
ガメゴンレジェンド
『IX』に登場する金色のガメゴンの最上位種。稲妻と灼熱の炎を使う。『X』ではガメゴンロードの転生モンスターとして登場。
メガロダイン
「X」バージョン4.5の最初のボス。地脈の結晶を錬金する際にヨンゲ所長のノートで名前と魔法生物であることが判明する。

スカイドラゴン
東洋の竜に似た姿をした種族。上空を飛び回り、炎や氷の息を吐き出す。
スカイドラゴン
薄い黄色の身体をもつ龍。長い胴体で獲物に巻き付き、締め付けてから丸呑みするほか、火炎の息を吐く。『III』より登場。
スノードラゴン
青色の亜種。氷の息を吐く。『III』に登場。
マロウズ
『モンパレ』に登場。雪の神。
神殿を襲撃してくる
サラマンダー
赤紫色の身体をしたスカイドラゴンの亜種。激しい炎を吐く。『III』で登場。
凶サラマンダー
『スーパーライト』に登場。マ素に侵食されたサラマンダー。
しんりゅう
緑色の身体をもつ龍。スーパーファミコン版（以下、SFC版）及びGBC版『III』の隠しボス。非常に高い能力を持ち、最強クラスの呪文や特技を連発してくるほか、鋭いキバでかみくだいてきたりのしかかってくる。
このドラゴンは、自分を倒した相手の願いを一つだけ叶えてくれると言われている。
凶神竜
『スーパーライト』に登場。マ素に侵食された神竜。
幻龍
『星のドラゴンクエスト』に登場。金色の身体をしており、眼が赤い。
魔竜ネドラ
『XI』に登場するボス敵。クレイモラン地方の氷獄の湖に封じられていた邪竜で、魔王ウルノーガまたは邪神ニズゼルファによって復活する。黒色。闇属性の攻撃を使いこなす。
賢神タソス
『星ドラ』にシーズン3に登場するボス。古の七賢神最後の一人。口が開けれないためテレパシーでやり取りして貰い試練を受ける。

ヒドラ
本来のヒドラは多頭蛇だが、本シリーズでは5つの頭を持ち、胴体と足をも持つ。
ヒドラ
青い多頭竜。大魔王ゾーマの部下。
『III』で登場。
やまたのおろち
八岐大蛇をモチーフにした緑色の多頭竜。ジパングの国を恐怖に陥れている魔物である。ジパングの女王であるヒミコも手が出せなかったが、これはやまたのおろちがヒミコに成り代わっていたからである。『III』の中ボス。倒したときに「くさなぎのけん」を落とすのも八岐大蛇に由来する。
キングヒドラ
赤紫の体色のヒドラの上位種で、大魔王ゾーマの側近。オルテガの命を奪った。SFC版『III』では隠しダンジョンで普通の敵として、『X』では魔法の迷宮で特定のコイン・カードを供えることで戦えるボスとして登場。
ジングルヒドラ
サンタの帽子を被ったキングヒドラ。『X』クリスマスイベントで登場。
グランドラゴーン
金色の多頭竜で、GBC版『III』の隠しボス。最強クラスの呪文や特技を使う。
黒蛇鬼アクラガレナ
黒い多頭竜。『X』Ver.3.5のボス敵。
ラーヴァドラゴン
ディエゴから受ける武器スキル200解放クエストのボス。5本の首での多数決でディエゴを手伝うことになったと図鑑には書かれている。

コドラ
2足歩行の恐竜のような姿をした種族。ドラゴンの中ではすばやさが高く、逃げ出すこともある。
コドラ
黄色い小型のドラゴン。太い尻尾から痛恨の一撃を繰り出す。『IV』で登場。『バトルロードII』では能力が安定しており、炎をまとった尻尾を振り回す「バーニングテール」という技を使い、ギラを唱える。『モンパレ』作中の図鑑では誕生してから年齢に関わらず同じ体格をしているという趣旨の記述が確認される。
テラノザース
赤い亜種。『IV』で登場。
はしりとかげ
緑色の亜種。ベホマラーの呪文で味方全体の体力を回復する。『IV』で登場。
テラノワール
モンパレで登場。モンスターの裏社会に堕ちた黒いコドラ。

とさかへび
頭部に4枚の鶏冠を持つヘビ。鋭く尖った牙で噛み付いて、獲物を仕留める。スネイク属。
とさかへび
『IV』と『VII』に登場。赤い鶏冠を持つ緑色の大蛇。毒を持った鋭い牙での噛み付きの他、長い身体での締め付け攻撃を行う。また、ルカナンやルカニの呪文を唱えて守備力を下げてくる。
フルスネイカー
紫色のトサカと赤い身体をもつ亜種で、主に海上に出現する。マホトーンの呪文を唱えて呪文を封じてくる。『IV』で登場。
ピットバイパー
薄緑のトサカと青い身体をもつ亜種。『IV』で登場。牙にマヒ毒をもつ。
ヘルバイパー（VII）
『VII』で登場。ピットバイパーと似ているが、トサカの色はオレンジ色。マヒ攻撃と毒の息が武器。
『VI』のヘルバイパーはウイングスネークの亜種。

ドラゴンバタフライ
チョウと小型ドラゴンが合体したような魔物。羽を激しくバタつかせて空を飛ぶ。蝶竜属。
ドラゴンバタフライ
青色の体と白い羽を持つドラゴン。ホイミの呪文と火の玉を使う。ドラゴンパピーに呼ばれて現れる事もある。『IV』で登場。
ドラゴニット
緑色の亜種。高熱のガスを吐く。『IV』で登場。
フェアリードラゴン（IV）
金色の上位種。メダパニの呪文や甘い息などで相手の行動を封じようとする。他のモンスターよりもゴールドを多めに持っている。

フェアリードラゴン
『VI』より登場したチョウの羽を持ったドラゴン。ドラゴンバタフライとは頭部などが異なる。
フェアリードラゴン（VI）
緑の体。マヌーサの呪文を頻繁に唱えてくる。
イーブルフライ
紫の体。メダパニダンスを踊ったり、ルカナンの呪文を唱えてくる。バトルロードIIではイオも唱える。
マジックフライ
「マジック」の名のとおり、呪文が得意であり、イオラやスクルト、マジックバリアの呪文を唱える。
プロメテモス
全身真っ赤で火炎球を放ち、ピオリムを唱える。『X』Ver.3で登場。
とこよアゲハ
『X』Ver.3で登場。クリーム色。
桜蝶鬼メイガ
桜色の体色。『X』Ver.3の中ボス。

ポイズンリザード
オオサンショウウオのような姿をした魔物。
ポイズンリザード
『IV』より登場。黄色（DQMシリーズでは緑色）の体をしている。名前どおり毒の息を吐く。『バトルロードII』ではHPと身の守りが高く、敵をなめまわして毒状態にする「どくのした」という技を使う。
ベビーサラマンダ
赤色の亜種。『IV』より登場。火の玉を吐く。飛竜属のサラマンダーとは無関係。
マッドルーパー
ピンク色の亜種。海上に出現する。FC版『IV』では没モンスターだったが、PS版及びDS版では登場した。
ましょううお
紫色の亜種。『X』ドルワーム王国のストーリーの中ボスとして登場。

ドラゴンライダー
飛竜に乗った騎士の種族。スピンオフ作品『モンスター物語』においては、ドラゴンが騎士を操っているとされる。竜騎属。
ドラゴンライダー
青い竜に乗ったピンク色の鎧の騎士で、高熱のガスを噴射する。『IV』で登場。『バトルロードII』では素早さ以外の能力が高く、ドラゴンが火の玉を吐き出して相手をひるませた後に騎士がジャンプして敵を斬る連携技「れんごく斬り」を使う。『XI』で登場するものは光っているものを倒すと竜に乗ることが出来る。

ガーディアン
紫の竜に乗った赤い鎧の騎士。竜の口から凍える吹雪と甘い息を吐く。『IV』で登場。
ハデスナイト
赤い竜に乗った騎士。『XI』で登場。
光っているものを倒すと倒すと竜に乗れるようになる。
デビルドラグナー
黒い龍に乗った黒い鎧の騎士。『スーパーライト』で登場。

くびながりゅう
海に生息するドラゴン。4本のひれを持つなど水中での活動に適した身体になっている。海竜属。
くびながりゅう
オレンジ色の外皮を持ち、火の玉を吐き出す。『IV』で登場。
プレシオドン
水色の外皮を持つ亜種。『IV』で登場。

しんかいりゅう
深海のドラゴン。海竜属。
しんかいりゅう
斑点の入った濃い青の外皮を持ち、4本のひれと黄色い背びれを持つ。力をためて強力な打撃で襲ってくる。『V』で登場。
グロンデプス
斑点の入った黄色の外皮を持ち、4本のひれと赤紫の背びれを持つ亜種。気性が激しく、激しい炎や火炎の息を吐く。『V』で登場。リメイク版での名称はグロンテプス。

オーシャンキング
オーシャンキング
『VI』で登場。体色は黒。
『V』の企画にも同名のモンスターが存在していた。
ディゴング
オーシャンキングの亜種で体色は赤。

アイアンタートル
トゲのついた甲羅を持つカメ。
アイアンタートル
『VI』で登場。
ディープバイター
『VI』で登場。体色は青色。深海に生息する。
ランドアーマー
『VI』で登場。体色は灰色。甲羅のトゲは金属製。
メタルバイター
3DS版『VII』で登場。体色に赤みがある。
海のまもりガメ
『VII』で登場。

ギャオース
たてがみを持つ海竜系のモンスター。
ギャオース
背が青く腹側が白い。『VII』で初登場。
ヘルダイバー
背が赤紫で腹側が黄色い。『VII』では下位種だが、『VIII』『IX』では上位種。
シーバーン
背が紫で腹側が赤い上位種。『IX』に登場。

たつのこナイト
三叉の槍と盾を持ち、鎧を着たタツノオトシゴのモンスター。
たつのこナイト
オレンジ色。『VII』で初登場。
シードラゴンズ
青い体をした上位種。

メラリザード
子供のように小さいドラゴン。頭部に二本、鼻の先に一本の角をもち、コウモリのような翼をもつ。小型のため、集団で現れることが多い。小竜属。
メラリザード
赤い外皮をもつ小型のドラゴン。『V』と『VII』で登場。その名の通り、メラの呪文を頻繁に唱える。さらに『VII』では、火炎の息も吐くことができる。
ベビーニュート
メラリザードの亜種で、青い体をしている。『V』と『VII』で登場し、前者ではギラの呪文が使用でき、後者は冷たい息と火炎の息を使用する。
ドラゴンキッズ
黄色い体色をした、小型ドラゴン。『V』と『VII』で登場。前者は火の息しか吐けないが、後者は火炎の息と氷の息が使用できる。
リトルライバーン
黄緑色をした小型ドラゴン。『X』でドラゴンキッズの転生モンスターとして登場。
メタルリザード
『スーパーライト』に登場。全身がメタルボディに変化した奇跡のメラリザード。
アルゴンキッズ
Ver.4のクエスト「紅竜たちの兄弟」に登場する赤色のドラゴンキッズ。3匹いる。成長するとアルゴングレートになる。
ドラグノワール
　『X』Ver.6.4にて登場。黒色の小型ドラゴン。
ドラハルトJr.
『スラもり』に登場。普段は火を吐くが、本気になると水を飲み、巨大化して主人公を押し潰す。
ロードン戦では協力する。
キッズ
『X』に登場。魔物商人デイラーに操られている。
ファーベルによって元に戻る。

デンタザウルス
スティラコサウルスのような頭部と、アンキロサウルスのような外殻を併せ持つモンスター。甲殻竜属。
デンタザウルス
灰色の体をした、恐竜型モンスター。力をため、時々痛恨の一撃を繰り出す。『V』で登場。バトルロードIIではHP、身の守り、属性耐性が非常に高い。
サウルスロード
緑色の頭部と青い甲羅を持つ上位種。体当たりでこちらに致命的ダメージを与えてくる。『V』で登場。
バザックス
金色の頭部と赤い甲羅を持つ上位種。『V』で登場。時々突進攻撃を仕掛け、相手を馬車の中へ弾き飛ばす。
トリカトラプス
赤い頭部と緑色の甲羅を持つ。『X』で登場した最上位種。サンドブレスを吐いたり、ヘヴィチャージで自分の重さを増やしてくる。
スナノサウルス
全体的に黄色い。頭部の角が長く、甲羅はハニカム模様。『ウォーク』で登場。

リザードマン
剣を武器として使用する2足歩行の竜。竜戦士属。
リザードマン
剣と盾を装備した青い竜族。ルカナン等の補助呪文を使用する。『V』『VII』『IX』で登場。バトルロードIIでは雷の攻撃を得意とする。
『III』の企画にも同名のモンスターが存在していた。
りゅうせんし
赤い亜種。『V』『IX』で登場。
シュプリンガー
金色の体と赤い眼をした上位種。ルカナンとスカラの呪文で守備力を変化させる。『V』『IX』で登場。PS2版『V』では、鎧や盾がリザードマンなどよりも豪華な見た目になっている。
りゅうき兵
リザードマンの亜種で、シュプリンガーに似た姿をしている。『VII』で登場。一般のものは、リザードマンよりも弱いが、強力な攻撃を使用するボスとしても登場する。
まかいファイター
紫色の体色(3DS版7では赤色の体色で白い鎧)をした上位種。ルカナンの呪文を使用する。『VII』『IX』で登場。
セト
『VII』の中ボスの一体で、まかいファイターに酷似した姿をしている。闇のルビーの力によって強化されており、ルカニの呪文やみなごろしなどの技を使用する。性格は残忍そのもの。
りゅう兵士
『IX』に登場。姿はりゅうせんしと同じ。
アカツキショウグン
『X』に登場。白い体色をした、シュプリンガーの転生モンスターとして稀に出現する。
アッシュリザード
『X』Ver.3に登場。シュプリンガーよりも濁った灰色の体色。
じゃりゅうせんし
『ドラゴンクエストモンスターズ2 マルタのふしぎな鍵』（以下『DQM2』）で登場。りゅうせんしに似た姿をしているが、下半身が2匹の緑色の大蛇となっている。食べた蛇が自分の足となったものらしい。さみだれぎり等の剣技を多く使用する。

アックスドラゴン
巨大な戦斧を持った二足歩行のドラゴン。
アックスドラゴン
真紅の体色。主な特技は、口から吐く火炎の息と、巨大な斧を振り回してのまじん斬り。『VI』、『X』で登場。
ドラゴンソルジャー
薄い緑色の体をした上位種。口からの炎と、巨大な戦斧が武器。『VI』、『VIII』で登場。『ジョーカー』では茶色い体色をしており、斧の代わりに金槌を持っている。
バトルレックス
緑色の体と黄色い腹部をもつ。戦斧をすばやく振り回す「はやぶさ斬り」が得意。『VI』、『VIII』、『X』で登場し、『VI』ではドラゴンソルジャーより上位だが、それ以外の作品では下位として登場する。『VI』ではテリーにより討伐されるが、後に復活し後半のイベントで仲間にできる。『VIII』では、「魔獣ドランゴ」という異名を持つスカウトモンスターとして登場し、「はやぶさ斬り」で攻撃する。
トマホーガー
黒い身体とオレンジの腹部を持つ。『X』の特定のクエストボス。
パラディノス
『X』に登場。銀色の鎧のような体表をしている。バトルレックスの転生モンスターとして稀に出現する。元々は2014年7月1日 - 2014年8月2日に開催された「ドラゴンクエストXイラストコンテスト」の採用候補作だったが、Ver.3.1で実装された。
暴竜ドマノ、ロマニ
『X』のボス敵。ナダイアの側近が竜に変化したもの。どちらも黒い体色だが、腹部が緑色のほうがドマノで、赤色がロマニ。
マッソ
『モンスターパレード』に登場。青の体色をしている。マスター・ラドゥガの部下で、ライーゾのコンビ。終盤はマッソゾンビとして復活する。
ドラゴンデストロイ
黄色の体色に緑色の腹部を持つ。『ドラゴンクエストモンスターズ ジョーカー3』（以下『ジョーカー3』）で初登場。
しゃちほこソルジャー
『星のドラゴンクエスト』に登場する中部地方のご当地モンスター。しゃちほこの兜を被り、戦斧もしゃちほこの意匠になっている。

ドラゴンゾンビ
ドラゴンゾンビ
骨になったドラゴンの魔物。『III』で初登場。赤茶色だが、『V』や『モンスターバトルロードII』では白骨になっている。凍り付く息を吐く。
凶ドラゴンゾンビ
体の半分がマ素に侵食されたドラゴンゾンビ。
スカルゴン
白骨の下位種。2種類の吹雪を吐く。
凶スカルゴン
体の半分がマ素に侵食されたスカルゴン。『ジョーカー3』で登場。
スカルドン
『V』に登場する上位種。ドラゴン系武器の特効がない（ゾンビ系武器の特効はある）。『ジョーカー3』ではドラゴンゾンビより色が濃い。茶色の骨。マヒャド、凍り付く息を使う。
波怨竜
『X』レーン村外伝クエストのボス。水色の骨。
ビッグB
『X』魔法の迷宮で強・ボーンズコインを投入すると、ボーンズとともに登場する。赤茶色の骨。
秘宝の守護竜
『X』ピラミッドの秘宝の守護者として登場。白骨の外見で、猛毒の霧を吐く。
絶辛骨竜マーガ
『X』ハロウィンイベントクエストに登場。緑色の骨。
殺りくの悪夢
『X』夢幻編に登場。真っ白い骨で、眼は赤い。
コキュードス
『X』Ver.3.2に登場。真っ青な骨。
じごくのしけんその1
『星ドラ』シーズン2に登場。濁った灰色の骨。呪文攻撃主体。
さいしゅうしけんその1
『星ドラ』シーズン2に登場。真っ黒い骨で、角、爪、牙が青い。

おおイグアナ
三つの目玉をもつトカゲ型モンスター。リザード属。
おおイグアナ
緑色の体色をした、トカゲ型モンスター。外見は、イグアナというよりカメレオンに似ている。長い舌と、やけつく息が武器。『VI』で登場。
メダパニとかげ
紫色をした亜種。その名の通りメダパニの呪文を使用し、さらに通常攻撃でも相手を混乱させる。『VI』で登場。

ウイングスネーク
翼を持った蛇。飛蛇属。
ウイングスネーク
緑色の体色をした大蛇で、フード（コブラの首の広がる部分）が翼のようになっている。噛み付きや、尻尾を振り回しての攻撃が得意。『VI』で登場。『IX』ではウィングスネークになっている。
ヘルバイパー（VI）
紫色の亜種。牙に毒をもち、さらに猛毒の霧も吐く。先述の通り、『VII』にも同名の魔物がいるため、便宜上こう命名した。
オーシャンナーガ
赤い体をした亜種で、海に生息する。マヒ攻撃や焼けつく息など、相手をマヒさせる攻撃が得意。『VI』『IX』で登場。
コアトル
赤紫の身体をした大蛇。『DQM』で登場。ウイングスネーク系とは異なり、太短い身体が特徴。

フーセンドラゴン
風船のように体を膨らまし空を飛ぶ、一つ目の竜族。浮竜属。
フーセンドラゴン
赤い体色をした、風船のようなドラゴン。火炎の息を吐き、膨らんでのしかかってくる。また、自爆することもある。『VI』で登場。
バルンバ
緑色の亜種。火炎の息を吐く。『VI』で登場。

ダッシュラン
大型の肉食恐竜のような姿をした種族。頭部3本の角が生え、尾はステゴサウルスの尻尾のように4本の棘が生えている。
ダッシュラン
青い体色をした肉食恐竜。棘の生えた尻尾を振り回したり、突き飛ばし、冷たい息などで攻撃してくる。名前どおり、素早さが高い。『VII』で登場。バトルロードIIではHPと素早さに優れ、猛ダッシュで突撃する。
テラノライナー
ダッシュランの亜種。『VII』では黒い体色だが、『ヤンガス』ではオレンジ色をしている。口から氷の息を吐く。
ヘルジュラシック
ダッシュランの亜種。体当たり攻撃（『X』では「かちあげ」）が得意。『VII』『X』では体色は茶色で火炎系のブレスを使用するが、『ヤンガス』では黒色で氷の息を吐く。
せつげんりゅう
『X』に登場。銀色で虎模様の背中と青色の腹が特徴。名前の通り雪原に生息し、かがやく息を吐く。
中辛角竜ボブラノス
『X』の期間限定ハロウィンイベントで登場する中ボス。

ドラゴンコープス
ドラゴンコープス
竜の死体。『VII』で初登場。氷の息や凍える吹雪を使う。
くさったまじゅう
緑色の亜種。『VII』で登場。激しい炎と灼熱を使う。
ドゴロク
青紫色の亜種。『VII』で登場。火炎の息と激しい炎を使う。
しゃくねつりゅう
真っ赤の亜種。3DS版『VII』で登場。

おにこんぼう
直立で長い舌を出した巨体の竜。大きな棍棒を持っている。『IV』で初登場し、モンスターズシリーズでは魔獣系に分類される。ドラゴン系に分類されたのは『X』から。
おにこんぼう
赤い体のドラゴン。この系統では唯一ボスモンスターではなかったが、『X』ではイベント戦闘もある（神話篇）。『IV』と『X』に登場。
バルザック
青い体のドラゴン。元々は『IV』に登場したマーニャとミネアの父であるエドガンに師事していた錬金術師だったが、進化の秘法でモンスターと化した。
当初（第四章）はオックスベア系統の姿だったが、第五章ではおにこんぼう属の姿に進化して再登場した。モンスターズシリーズでは前者との区別のため「バルザック+」という表記。『X』オフラインモード（主人公の兄弟の冒険）のラスボスとしても登場。
バルザックゾンビ
『X』のエテーネ村クエスト「約束の再会」にて戦うボス。主人公の曾祖父に当たり、進化の秘法を狙い主人公の両親を追い詰める為冥府から蘇った錬金術師。
ギガデーモン
青い体のドラゴンだが、リメイク版や『X』では紫色の体。『IV』ではデスキャッスルの四天王、『X』では武闘家クエストの中ボスとして登場。
ギーグハンマー
『X』で登場。黄土色の体（顔や腹は赤い）のドラゴン。棍棒の代わりに金鎚を持つ。魔軍12将の一角で、魔法の迷宮のボスとして登場。
1000年前は猛将ギーグハンマーと呼ばれており、兜を被り、豪華な装飾のハンマーを持っていた。
ギーグハンマー・狂
橙色の体（顔や腹は黒い）ギーグハンマー。サリアスの魔力で強化されている。
ネルゲルデーモン
3DS版『XI』に登場。追憶の迷宮の番人。冥獣王ネルゲルの体色をしている。???系。
反逆者ゴッツェ
『X』Ver.5.3で登場。魔界解放軍リーダーであるゴッツェが魔瘴石の力で魔物化したもの。紫の肌に赤い腹部。

ホワイトジャッジ
『X』Ver.6.0で登場。白い体色に腹が青紫。
よろい竜
全身に鎧を装着した、小型の竜族。鎧竜属。
よろい竜
緑色の小型ドラゴン。口から火炎の息を吐く。また、時々アイアンタートルを呼ぶことがある。装備した鎧のおかげか、守備力がやや高く魔法にも多少耐性がある。『VII』で登場。
アイアンキッズ
青っぽい鎧を装着した、よろい竜の亜種。尻尾を振り回したり、冷たい息を吐いたりして攻撃する。同種の仲間を呼ぶこともある。『VII』で登場。
ゴールドキッズ
よろい竜の最上位種。名前の通り、金色の鎧を装着している。尻尾と、口から吐く火炎の息が武器。ゴールドを多く持っている。『VII』で登場。

首長竜
ヘビの体に、四本の足とコウモリ型の翼が生えたような種族。海竜属の首長竜とは無関係。
首長竜
赤い皮膚を持つ凶暴なドラゴン。炎と冷気両方のブレスが使え、さらにルカナンの呪文も覚えている。『VII』で登場。
ウイングドラゴン
黒い亜種。火炎の息を吐き、さらにマホターンで相手の呪文をはじき返そうとする。『VII』で登場。
ケベナヒモス
群青色の体をした亜種。氷の息で攻撃し、ベホマラーの呪文で体力を回復させる。『VII』で登場。
やみのドラゴン
ルーメン地方を暗黒に包み込んだ、凶悪な漆黒のドラゴン。強烈なブレス攻撃と、かまいたちで相手を苦しめる。『VII』のボスとして登場。ウイングドラゴンと全く同じ外見をしているが、3DS版では色がより黒くなっている。

ドラグナー
非常に巨大な体躯をした竜族。翼の部分にも小さな手が生えている。
ドラゴンヘビー
オレンジ色の巨大なドラゴン。激しい炎や地ひびきで攻撃する。『VII』で登場。
ドラグナー
紫色の体色をした大型ドラゴン。火炎の息と地響きが武器。
デッドドラグナー
ドラグナーの最上位種。毒々しい濃緑色の体色をもち、灼熱の炎と地響きを使ってくる。
ウォンテッドヘビー
3DS版『VII』に登場。体色は黒く、紫色のトサカを持ち、トクベツな石版から行ける世界に生息している。

ギガントドラゴン
ドラグナー属以上の巨体を誇る竜族。巨大な腕と、頭頂部の一本角が特徴。
ギガントドラゴン
名前の通り、巨人のように大きなドラゴン。体色は濃緑色。バギクロス、灼熱などのとても強力な技を繰り出す。さらに、攻撃力自体も非常に高い。『VII』『IX』『X』とPS版及びDS版『IV』に登場し、『バトルロードII』ではドラゴン・キースドラゴン・ダースドラゴンによる合体モンスターとして登場し、するどいツメと灼熱のブレスで攻撃してくる。
ドラゴン・ウー
ギガントドラゴンの上位種で、最強クラスの強さを誇るドラゴン。紅紫色の体色と、青い眼をしている。口から灼熱の炎を吐き、地響きや真空波なども引き起こす。バギ系以外の攻撃呪文には弱い。『VII』『IX』『X』に登場。
ギガントヒルズ
ギガントドラゴンを黄色くしたドラゴン。光るものが好きで、お金の貸し借りにうるさいという設定がある。作品によっては、倒すと「きんかい」を落とすことがある。『ジョーカー』『IX』『X』に登場。
アノン
『IX』のボスモンスターの1体。グビアナ城の女王が飼っていた金色のトカゲが、女神の果実の力でドラゴンへと変貌した姿（モンスターリストでは「体が大きくなっただけ」という説明書きがある）。自分が人間になったと思い込んでおり、関西弁を喋る。体色はギガントヒルズとほぼ同じだが、首にバンダナが巻かれている（トカゲ時代の名残）点が異なる。
ギガントブラッド
3DS版『VII』に登場。三本の角を持ち、体色は青黒く、腹の色は赤い。ベギラゴンを唱える。トクベツな石版から行ける世界に生息。
魔瘴竜
『X』に登場した特定のクエストのボス。体色は紫黒く、腹の色は赤い。攻撃力と素早さが高く、闇の火球を吐く。
魔創兵グリモス
『X』Ver.2.0のメインストーリーに登場。キルギルの研究成果によって魔物化したグリモスが黒の体色、緑の腹をしたギガントドラゴンに変貌。バギムーチョを唱える。
ベヒードス
『X』Ver.2.1で追加されたモンスター。青の体色をしている。
ネグールドラゴン
『X』Ver4.1のサブクエストで登場。古ガリアル洞をねぐらにしていて、魔軍十二将を目指している。
モンテス
『モンパレ』Ver.2のストーリーボス。古代の神で、グリモスと同色。

デンデン竜
コミカルな姿をしたやや肥満体型の竜属で、つぼを手にしている。巨体を生かして突進してくるほか、つぼの中からさまざまなものを取り出して使用する。
デンデン竜
黄色の体色をしたドラゴンの一種で、火炎の息を吐き出すときにつぼの中身を飲む習性がある。また、つぼの中から砂を取り出して投げつけてくる。リンリンに呼ばれて登場することが多い。『VIII』で登場。『VIII』では、「竜商人でんすけ」という異名を持つスカウトモンスターとしても登場する。『スライムもりもりドラゴンクエスト2　大戦車としっぽ団』では、アイテムを合成することが出来る。『バトルロード』でも『VIII』のイメージを引き継いでいて、「かえんの息」「すなけむり」がそのまま攻撃手段として採用されている。つぼの中身を飲む「かえんの息」のアクションはそのままであるが、「すなけむり」のアクションは大ジャンプをして砂をまき散らすものに変更されている。
ドラゴンバゲージ
緑色の体色をしたデンデン竜の上位種。口から激しい炎を吐いて攻撃する。『ヤンガス』では、レベルが上がるとザオラルの呪文を覚える。
ボボンガー
デンデン竜の最上位種で、紫色の体色をしている。強力なブレス攻撃を使い、体力が減るとつぼの中身（アモールの水）を飲んで回復する。『VIII』で登場。
デンべえ
『スラもり2』に登場。レンキン山のボス。
デンダ
水色の体色で、腹部に模様がある『XI』荒野の地下迷宮のボス。ベロニカの魔力を奪った犯人で、子分を従えている。
ミミガー
青色の体色で、Mと書かれた帽子をかぶっている。『星ドラ』シーズン2のボス敵で、ミガーファミリーの一員。

いばらドラゴン
茨でできた体を持つ、翼竜型の種族。植物系には入れられなかった。
いばらドラゴン
ドルマゲスがトロデーン城の茨から生みだしたドラゴン。オレンジ色の頭部と、緑色の身体をしている。自らの身体を相手に絡みつかせて動きを封じ、火炎の息を吐いて攻撃する。『VIII』で登場。
樹氷の竜
いばらドラゴンの亜種で、雪原地帯に出現する。体色は青色。『VIII』では、ベホマラーの呪文で体力を回復させることができる。
ドラゴンブッシュ
濃緑色の体色をした、いばらドラゴンの亜種。『VIII』では、メラゾーマの呪文を唱える。また『ヤンガス』でも登場。

アルゴリザード
エリマキトカゲのようなヒレをもつ、2足歩行のトカゲの種族。
アルゴリザード
体内にアルゴンハートという宝石をもつ、赤いトカゲのモンスター。王家の山に生息するが、警戒心が強くあまり人前に現れない。『VIII』で登場。バトルロードIIではメラミを唱え、アルゴンハートを吐き出して攻撃する。
リザードキッズ
アルゴリザードとよく似ているが、青い体色をしている。名も無き島でアルゴリザードやアルゴングレート、リザードファッツと共に暮らしている。『ジョーカー』に登場。

アルゴングレート
大型のアルゴリザード。
アルゴングレート
アルゴリザードの中でも特に巨大な個体で持っている宝石も大きい。能力もアルゴリザードより遥かに高い。太い尻尾を振り回して攻撃する。『VIII』『X』に登場。バトルロードIIではアルゴリザードの色を鮮やかにした姿になっている。『X』ではアルゴリザードともどもほぼ絶滅しており、ボス戦のみとなる。
追憶のアルゴン
3DS版『VIII』の追憶の迷宮に登場。黄色く輝いているアルゴングレート。
リザードファッツ
リザードキッズが成長した姿といわれていて、青い体色をしている。巨大な太い尻尾が武器。『VIII』『X』に登場。暗黒神に愛されたドラゴンと言われ、『VIII』では暗黒魔城都市に出現する。
砂海の主
『X』に登場。王家の迷宮地下2階のボス。白い体色と茶色い腹、赤い鰭が特徴のアルゴングレート。
アンゴラー
『X』Ver.3.2で登場。砂海の主と同色。バイキルトやひかりのブレスを使う。
イエローファッツ
『X』Ver.3.5で登場。黄色いアルゴングレート。
ゼドラの影
『X』紅竜の記憶シリーズの最終話で巨竜の巣に封印されていたリュウタ。

ワニバーン
空を飛ぶ巨大なワニのモンスター。
ワニバーン
オレンジ色のたてがみを持つ。『VIII』で初登場。
クロコダイモス
黒い上位種。
ビッグファング
隠しダンジョンに登場する上位種。
暴魔アリゲーラ
邪悪の意思により邪悪な力を与えられたワニバーン。

海竜
長い胴体からサメの頭と短い腕を生やしたドラゴン。
海竜
長い胴体を持つサメの姿をしたドラゴン。青紫色。大きな顎と鋭い牙で獲物に噛み付き、体を巻き付けて締め上げる。
『VIII』では「まほうのカガミ」のイベントに関わる。モンスターズではジョーカー1からイルルカまでは登場した。ジョーカー3ではリストラされた後は同じ水棲系であるワニバーンや水竜ギルギッシュなどが後継ぎをしている。
シャークマジュ
赤い上位種。

スマイルリザード
満面の笑みを浮かべ、口にでんでん太鼓を咥えたトカゲのような種族。
スマイルリザード
水色の身体と紫のヒレを持つモンスター。あまい息を吐く。本来は『X』のモンスターだが、『テリー3D』に先行登場した。
みずたまドラゴン
藍色の身体に白い水玉模様が特徴。やけつく息を吐くが、オンラインではそれに加えてひかりのブレスも吐く。オンラインで野生で出現するものはレベル50以上でも苦戦するほどの強敵だが、オフライン及び配信クエストのボスのお供として登場するものは適正レベルで倒せる普通のザコ敵となっている。
ファンキードラゴ
桃色の身体と濃い緑色のヒレが特徴。高い能力値に加え、状態異常を引き起こす様々な息を吐く。
サンダーフロッグ
緑色の身体に青いヒレが特徴。あまい息を吐き、いなずまを放つ。名前の通りドラゴンではなくカエルなので水系である。
キャプテンドラゴ
ファンキードラゴの転生モンスターとして稀に登場。黄色の体色、縞模様の腹、鰭と太鼓の星模様が特徴。様々な強力なブレスを駆使する。

キングリザード
三本の尻尾が生えた人型の竜のような種族。左手に眼のような宝珠「竜眼」を持つ。
キングリザード
『X』に登場。緑色の体色をしている。
凶キングリザード
『ジョーカー3』に登場。体の半分がマ素に侵食されている。
カイザードラゴン
『X』Ver.3より登場。銀/朱色系の体色をしている。キングリザードより弱いが「竜眼」を使う。
大地の竜バウギア
『X』パラディンクエストに登場。黒の体色をしている。特技「竜眼」により物理と呪文攻撃のいずれかを無効にする。
大地の怒竜バウギア
『X』キャラクターズファイルジェニァ編最終回のボスゴモルにより子竜を失った怒りで目覚めた。守護竜。
ドラゴンガイア
『X』魔法の迷宮で特定のコイン・カードを供えることで戦える強敵。赤の体色をしている。「竜眼」を使う。
『X』のクエスト「マスターの特別レッスン」では双子の息子達であるドラゴンガイア・双が登場。
1000年前の世界では竜将ドラゴンガイアとして戦うことになる。
『XI』では雑魚敵として登場。
凶ドラゴンガイア
『ジョーカー3』に登場。体の半分がマ素に侵食されている。
ゴールデンキングリザード
『X』まもの使いクエストに登場。金色の体色をした超希少種。戦闘時の名前はキッズ。
ファラオ・ラー
『X』でピラミッド第六の霊廟に登場するボス。白の体色をしている。「竜眼」を使う。
シドードラゴン
3DS版『XI』で登場。シドーのような体色。
終焉竜エンドラゴン
3DS版『XI』で登場。キングリザードと同色。スライムが女神の果実により竜に変化したもの。
陸の神ヤチホコ
『DQMJ3』にて初登場したモンスター。緑がかった白色の体を持ち、神々しいオーラを放っている。産星神と呼ばれる三体の魔物のうちの一体で、大地を司る。???系に属する。
五の星獣ウツァト
『X』のアストルティアラリーにて登場したモンスター。カイザードラゴンと同じ色だが腹部に色の違いが無かったり角の先が金色であったりと細部に違いがある。
氷絶竜ザドクレバス
戦えドラゴンクエストスキャンバトラーズ超6弾で登場する氷の世界に生きる竜。

水竜ギルギッシュ
海蛇型の水竜。
水竜ギルギッシュ
『X』に登場。雲上湖に生息するサメのようなヒレと尾びれを持った太くなったウミヘビのような姿をした白い海竜。氷系の技を多用する。
正体は、オーレンの恋人パリンの魂が水竜ギルギッシュの死体に宿ったもの｡
戦闘後は成仏する。
青天竜バルケロス
『X』の王家の迷宮地下4階のボス。全身が真っ青。
海竜ヴォドニーグ
『X』の夏限定イベントに登場。虹のようにカラフル。
りゅうぐう王
『X』Ver.3.4に登場。白い体色。
灰燼の豪雷将バルケ
『X』アストルティア防衛軍の灰燼の竜鱗兵団の総大将。焦げたような体色に、全身が鱗で覆われている。

エルダードラゴン
背中に草木が生えた四足歩行の竜のような種族。
フォレストドラゴ
『X』に登場。黄色の体色をしている。
凶フォレストドラゴ
『ジョーカー3』に登場。体の半分がマ素に侵食されている。
エルダードラゴン
『X』に登場。青の体色で、背中に茶色の木を生やしている。こごえる吹雪を吐き、きあいの果実で自身のテンションを大きく上げる。
凶エルダードラゴン
『ジョーカー3』に登場。体の半分がマ素に侵食されている。
スノーエルダー
『X』に登場。水色の体色。
ヴォルカドラゴン
『X』130スキル解放クエストに登場。黒の体色で、背中に赤い木を生やしている。しゃくねつやハッピーブレスを吐き、みかわし草で自身のみかわし率上げるほか、ベホマを使うこともある。
巨竜樹タツノギ
『X』Ver.3.5で登場。
トロピカルドラゴ
『ウォーク』夏イベントに登場。背中にヤシの樹を生やしたフォレストドラゴ。
ハーベストドラゴ
『X』Ver.6.0で登場。オレンジの体色。

飛竜
『X』のドラグロン山地に住む飛竜で、ワイバーンのように腕の代わりに大きな翼を持つ二足歩行の竜。
赤飛竜、青飛竜、黄飛竜
『X』Ver.2のシナリオボスとして登場。一体ずつ順番に襲いかかってくる。
黒飛竜
『X』Ver.3のシナリオボスとして登場。

怪獣プスゴン
丸々と太った体躯でポシェットをかけている怪獣。
怪獣プスゴン
『X』に登場。ポシェットから色々な物を取り出して攻撃する。配信クエスト等で「怒りのプスゴン」「覚醒プスゴン」という強化版も登場する。

ワイバーンドッグ
犬のような外見をした大型の竜。『XI』で登場。
ワイバーンドッグ
狐色の体色。
ウルフドラゴン
青い体色で、白い毛皮。
レジェンドウルフ
黄色い毛皮で緑の肌の最上位種。
人食い火竜
赤い体色。ヒノノギ火山のボスで、別の人食い火竜から受けた傷による呪いで剣士のハリマが変化した姿。
外伝作品では『DQⅩ』のコインボスとして登場する
やたの鏡で元に戻せる。
覚醒火竜
『星ドラ』に登場。ゼイアンの部下で、身体の一部が結晶化している。

ドラゴビショップ
教師のような外見の竜。『XI』で登場。
りゅうはかせ
緑色の体色。
ドラゴビショップ
赤い体色。
フールフール
岬の洞穴のボス。桃色の体色に緑色の腹。プチャラオ村の住民を岬の洞穴に閉じ込めていた。呪文を多用する。
ドラゴンロード
黄色い体色。
ラスタバロン
星ドラシーズン3のダンジョンローデンタワーボス。

サバクくじら
上半身だけを出している巨大な怪獣。主に砂漠や海上に生息する。『XI』で登場。
サバクくじら
背中にサボテンをつけている。黄色い体色。
アメジストワーム
紫色の体色。背中にアメジストが生えている。
コーラルモンス
青白い色。背中に珊瑚が生えている。
覇海軍王ジャコラ
六軍王の一角。
憤怒の海獣
ネルセンの試練のボス。ジャコラと同色。
モンス・デミーラ
オルゴ・デミーラの力を与えられたコーラルモンスで、追憶の迷宮の番人。緑色。???系。

バルデバラン
人型の魔戦士。見た目はあくま系のサタンジェネラル属に類似しているが、頭周辺の装飾が異なる。『XI』から登場。
バルデバラン
赤色の肌に裏地が緑のマント。
邪竜軍王ガリンガ
六軍王の一角で、天空魔城の入り口のボス。青色。Switch版追加ストーリーではカミュのエピソードでも登場。
混沌の巨人、絶望の巨人
ネルセンの試練のボス。
ナイトファイラス
『トレジャーズ』に登場。青い体色。

星霊龍
『星ドラ』の34章やイベントクエストに登場。東洋の龍のような容姿。ガンドグビア大陸に住むブルリア星の守り神とされている。
主人公に襲い掛かってくる。
星霊龍ラピスドラゴン
青い体色。
星霊炎龍ルビードラゴン
赤い体色。
星霊翠龍スフェーンドラゴン
薄い緑色の体色。

ピクシードラゴン
『トレジャーズ』に登場。ドラゴンキッズに似た小型の竜。
ピクシードラゴン
青い体色。
ウィッシュドラゴ
赤い体色。
シャドラン
黒い体色。
ゴルドロン
金の体色。
エンゼルゴン
白い体色。七つの竜石から誕生する。

### その他のドラゴン系モンスター
ドラゴン系のモンスターのうち、分類が困難なものをまとめた。
竜王
紫の体の巨大なドラゴン。
りゅうおう
青い体で、紫のローブを着た魔法使いのような外見だが、これは仮の姿（???系）。
『I』のラスボス。
竜王
ドラゴン形態の竜王。
しん・りゅうおう
『DQM』シリーズに登場する、竜王の強化形態。『イルルカ』ではデザインが変更された。
バラモス
ローブを着たドラゴン。
バラモス
『III』の上の世界の最終ボス。ゾーマの配下。『星のドラゴンクエスト』（以下『星ドラ』）では怪人系で、その他の作品では???系。
バラモスゾンビ
ゾンビ化したバラモスで、紫色のドラゴンゾンビの外見だが、『ドラゴンクエストモンスターズ テリーのワンダーランド3D』（以下『テリー3D』）ではバラモスベースの専用グラフィックとなっている。『X』では魔法の迷宮のレアボスとして登場する。
バラモスブロス
『III』のゾーマの城のボス。『ドラゴンクエストX 目覚めし五つの種族 オンライン』ではバラモスの弟と設定されている。
バラモスエビル
リメイク版『III』の隠しダンジョンに出現するモンスター。
竜神王・巨竜
翼を生やした巨大なドラゴン。竜王のドラゴン形態と似た姿をしている。巨竜たちは『VIII』の「竜の試練」や、『スーパーライト』の「竜神王の試練」で順番に登場する。
りゅうじんおう
『VIII』で初登場。竜神族の里を総べる竜神族の王。竜神族の紋章が描かれたローブを纏い、錫杖を持った長髪の美男子だが、これは仮の姿（???系）。
正気に戻した後は竜の試練に挑戦できる。
竜神王
『VIII』で初登場。ドラゴン形態の竜神王で、赤色。『VIII』では儀式に失敗してこの姿になり、正気を失っていた。『モンスターズ』シリーズではこの姿で登場。
深紅の巨竜
竜神王と同じ姿をしている第1形態で、竜の試練第1の相手。ジゴフラッシュなどを使う。
深緑の巨竜
緑色の第2形態で、竜の試練第2の相手。甘い息、やけつく息などの状態異常攻撃を多用する。
白銀の巨竜
銀色の第3形態で、竜の試練第3の相手。
黄金の巨竜
橙色の第4形態で、竜の試練第4の相手。
黒鉄（くろがね）の巨竜
黒色の第5形態で、竜の試練第5の相手。攻撃力・守備力が非常に高く、3回行動する。
聖なる巨竜
薄い青色の第6形態で、竜の試練第6の相手。『バトルロード』では竜神王がこの姿で登場。
永遠の巨竜
紫色の最上位形態。竜の試練6つをクリアした後、最後の試練で巨竜6体を連戦で倒すと続けて戦闘になる。マダンテを使用する。
はくりゅうおう
白銀の巨竜と同じ姿をしている上位種。
邪悪の竜
「モンパレ」Ver.2のストーリーボス。黒鉄の巨竜に似ているが、腹が赤くない。
ソードドラゴン
無数の剣がタテガミのように生えたドラゴン。鎌のような尻尾と頭部に生えている角が武器で、さみだれぎりなどの剣技を使用する。『DQM』で登場。
ドライゴン
『DQM2』に登場。全身が青い体毛で覆われたドラゴン。ルカニの呪文を覚える。
オリハルゴン
『DQM2』に登場。全身が鉱石のように変化した、最強クラスのドラゴン。尻尾の先が巨大な鉱石の塊となっている。3DS版では背中が魔物の住居になり、砂漠の世界を闊歩している。また、もともとは人間で、狭間の闇の王の復活に備えるため魔物の姿になったという設定も追加された。『スーパーライト』では聖地竜オリハルゴンという上位種が登場する。
主人公に協力する。
じごくのしけんその3
『星ドラ』シーズン2に登場。オリハルゴンの幼生といえる外見で、背中に芽が出ている。
色違いにさいしゅうしけんその3がいて、そちらは聖地竜オリハルゴンの幼生の外見といえる。
オリハルザム
『星ドラ』魔神獣と絶望の凶星に登場。身体の一部が結晶化している紫色のオリハルゴン。
じげんりゅう
『DQM2』に登場。次元の穴から顔を出している。GB版ではイベント限定配布だったが、PS版では他国マスターが連れている。
魔瘴竜ジャオマンダ
『X』Ver.5.1のストーリーボスで、紫色のじげんりゅうがキャンバスから飛び出た姿。過去にマデサゴーラによって絵画に封印されており、彼を恨んでいる。
いっかく竜
『ジョーカー』に登場。ソードドラゴンそっくりの姿。『テリー3D』ではソードドラゴンと同時に登場を果たし、こちらは1枠（小型・スタンダードボディ）、ソードドラゴンは2枠（中型・メガボディ）である。
竜皇帝バルグディス
『ソード』に登場。アルソード王国の洞窟の鏡の中に封印されている三つ首の巨大な竜。
グレイナル
『IX』に登場。かつてガナン帝国を滅ぼした、通称「空の英雄」。
主人公に協力する。
闇竜バルボロス
『IX』に登場。光の竜グレイナルと対になる存在。
イデアラゴン
『IX』に登場。宝の地図のボスの一体。モンスターリストではドラゴン系に分類されている。
魔戦士ルギウス
『テリー3D』に登場。ジュヒョウの国に住む魔戦士の一人で、赤い肌の竜人。
アギロゴス
『テリー3D』に登場。黄金の翼と尾を持つ。『IX』にも同名の存在が名前だけ登場している。
Vロン
『X』に登場。鳥山明がデザインした『Vジャンプ』のマスコットキャラクター。期間限定のイベントで貰えるコインを使うことで戦闘できる。
戦いに勝つと、このキャラクターを模した家具の内1つをもらえる。
コインがあれば何度でも戦える。
リバイアさま
『イルとルカの不思議なふしぎなカギ』に登場。水の世界の守り神として君臨する巨大な水竜。もともとは人間で、狭間の闇の王の復活に備えるため魔物になっている。系統は『モンスターズ』シリーズではドラゴン系、『星のドラゴンクエスト』では水系。
主人公に協力する。
聖海竜リバイアさま
『スーパーライト』に登場。リバイアさまが転生した姿で、白い体色。
聖竜ミラクレア
『イルとルカの不思議なふしぎなカギ』に登場。神々しい外見の白い竜。もともとは人間の賢者で、狭間の闇の王の復活に備えるため魔物になっている。本作での系統は???系。『スーパーライト』では聖天竜ミラクレアという上位種が登場している。
試練を与えながら主人公に協力する。
闇竜シャムダ
『ヒーローズ』の最終ボス。闇の一族の頂点に立つ神で、暗紫色の竜。『ジョーカー3』では???系。
禍乱の竜アンテロ
『X』Ver.3.0のボス。竜将アンテロが変化した姿。二足歩行の翼竜。
激情の竜エステラ
『X』Ver.3.5のボス。エステラが竜化した姿。鳥の翼を生やし、全身が羽毛で覆われた白い二足歩行の竜。
逆乱の竜ナダイア
『X』Ver3.5のボス。ナドラガ教団の神官長が変化した姿で、禍乱の竜アンテロの色違い（黒と紫の体色）。
邪竜神ナドラガ
『X』Ver3.5の最終ボス。ナドラガンドを守護する竜族の種族神。虚空の神ナドラガが大いなる闇の根源の力で変貌。脚が無く、丸々と太った竜。
羅刹王バラシュナ
聖守護者の闘戦記最終ボス。見た目は創造神マデサゴーラの色違いで、上半身が黒い。
大魔王ユシュカ
『X』Ver5.5後期のボス。ジャゴヌバの力によって変貌したユシュカで、激情の竜エステラに近い体格。
邪竜ウルナーガ
『XI』に登場。魔王ウルノーガが持っている魔王の剣が強大な魔力によって竜型の生命体に変化したもの。ウルノーガ第2形態とセットで現れる。???系。
戦闘後に魔王の剣に戻り、入手する事が出来る。
命竜アルバナム
星ドラ4周年イベントの最後を飾るモンスター。今までの伝説の戦いを見守って挑んで来た者の力量を試してきた竜。
大魔竜帝ガンデイル
　『スキャンバトラーズ』新5弾で登場。鎧のような表皮に覆われ、燃え上がるたてがみや角を持つ。
銀河竜アルタイ
『星ドラ』シーズン3第7話の大ボス。青い体色で、青→黄色のグラデーションの翼を持つ。
銀河竜ベガ
『星ドラ』シーズン3の裏ボスの一体。全体的に赤い体色。
魔邪神ドラゴ・リオン
『星ドラ』イベントの魔王の記憶と光の邪神で登場するボス。

## 敵キャラクター以外としてのドラゴン

### ドラゴン関連のキャラクター、イベント、システム
主人公たちの味方として登場するドラゴン、およびドラゴンに関わるイベント、ゲームシステムを以下に挙げる。
ドラゴンクエストIII そして伝説へ…
「竜の女王」というキャラクターがラストボスを倒すための光の玉というアイテムをくれる。
ドラゴンに変身して炎を吐いて敵を攻撃する「ドラゴラム」の呪文が初登場。
ドラゴンクエストIV 導かれし者たち
天空城を統べる竜の神「マスタードラゴン」が登場する。
竜の子供「ドラン」が、NPCとして仲間に加わる。
ドラゴンクエストV 天空の花嫁
「マスタードラゴン」が前作に引き続き登場する。
ドラゴンキッズ、ドラゴンマッド、シュプリンガー、グレイトドラゴンが仲間モンスターとして主人公の仲間になる。
ドラゴンクエストVI 幻の大地
ドランゴというバトルレックスが仲間になる。システム上は仲間モンスターではなく、通常の仲間と同じ扱いとなる。
転職システムでは、隠し職業として「ドラゴン」が登場。
ドラゴンクエストVII エデンの戦士たち
『VI』同様の転職システムが採用され、多数の「モンスター職」が登場。その中に「リザードマン」、「アンドレアル」の職業がある。
「モンスターパーク」にて、登場する全てのドラゴン種を収容する事ができる。
ドラゴンクエストVIII 空と海と大地と呪われし姫君
スカウトモンスターとして、バトルレックス、デンデン竜、リザードファッツが登場する。また、クリア後の世界に竜人族という種族が登場し、その長である竜神王と戦うことになる。
ドラゴンクエストIX 星空の守り人
あるイベントで「グレイナル」の背中に乗って飛び立つことになる。
ドラゴンクエストX オンライン
まもの使い職業クエストでドラゴンキッズの「キッズ」が登場するほか、バトルレックス、ドラゴンキッズなどが仲間モンスターになる。
レンダーシアのストーリーで飛竜を呼んで空を飛ぶことが出来る。
人間にやや近いが、角や鱗をもつ竜族という種族がおり、Ver.3のストーリーに関わるほか、ナドラガという竜の姿をした神もいる。
ドラゴンクエストXI 過ぎ去りし時を求めて
ロトゼタシアの創造主として聖竜が登場する。
スライムもりもりドラゴンクエスト2 大戦車としっぽ団
モンスターをモチーフとした戦車が多数登場し、その中にバトルレックスをモチーフとした戦車「ギャオックス」、アルゴングレートをモチーフとした「アルゴーン」が登場。
スライムもりもりドラゴンクエスト3 大海賊としっぽ団
モンスターをモチーフとした船が登場。その中にバトルレックス、ドラゴン、やまたのおろちをモチーフとした船が登場。
ドラゴンクエストモンスターズ テリーのワンダーランド
モンスター牧場の牧舎に、旅の扉に住んでいるモンスターの情報を教えてくれるやまたのおろち「魔物大臣」とドラゴンキッズの「魔物大臣Jr.」が登場する。
ドラゴンクエストモンスターズ キャラバンハート
竜王に忠実な部下であるドラゴン「ドルバ」が登場する。
ドラゴンクエストヒーローズ 闇竜と世界樹の城
試練のほこらに番人「ガゴラ」が登場する。
ドラゴンクエストトレジャーズ 蒼き瞳と大空の羅針盤
本作の舞台である「はてしなき竜の大地」は二匹の竜ファドラとマドラの亡骸であり、七つの竜石という宝が存在する。

### ドラゴンにまつわるアイテム
竜の鱗
第1作、『VIII』、『モンスターズ2』、『IX』に登場。
身に着けるとわずかに守備力が上がる装飾品。
ドラゴンキラー
『II』で初登場。
ドラゴン系に対して、より高いダメージを与えることができる剣。ただし『II』ではドラゴンに対する特効はない。物語中盤〜後半にかけて登場する武器で、伝説の武具には及ばぬものの高い攻撃力を有しており、ドラゴン系以外の敵との戦いでも頼れる存在となる。
公式ガイドブックではカタール（ジャマダハル）系のデザインで描かれていた。『VIII』以降では通常の剣のデザインである。
『VIII』『IX』ではこれを素材に使った錬金でより攻撃力の高いドラゴンスレイヤーを錬成することができる。
ドラゴンクロウ
リメイク版『III』で初登場した、武闘家用の武器。ドラゴンの頭部をかたどった小手部分に、本物のドラゴンの爪を加工して取り付けてある。
『IX』からは名称がドラゴンクローになり『X』からはドラゴン系に対して、より高いダメージを与えることができるようになった。
ドラゴンメイル
『III』で初登場。
ドラゴンの鱗を表面に貼り付けた鎧。炎や吹雪（『III』では炎のみ）のダメージを軽減できる他、伝説の武具には及ばぬものの防御力も高い。
ドラゴンシールド
『IV』で初登場。
ドラゴンの鱗・皮・牙を材料に作った盾。メイル同様に炎や吹雪のダメージを軽減できる他、防御力もそこそこ高い。
ドラゴンオーブ
『V』に登場。
竜の神がその力を封じたといわれる宝珠。物語を進める上での重要なアイテムとなる。『バトルロードII』では発動ターン、味方の受けるダメージを半減する効果を持つスペシャルカードとして登場。
ドラゴンの杖
『V』で初登場。
竜の力が宿った杖。天空の剣すらも上回る攻撃力を持つ主人公専用装備。道具として使うとドラゴラムの呪文と同じ効果で、使用者を竜の姿に変える。『IX』では炎のブレスを吐くことができ、『バトルロードII』ではベギラマの呪文を唱えられる。
小説版やCDシアターでは竜の神の力が宿った杖とされ、戦闘時以外にもさまざまな特殊な力を発した。
ドラゴンローブ
『VI』で初登場。
ドラゴンの魂が宿ったローブ。魔法使いなどの非力な人物向けの防具でありながら、戦士用の最上級クラスの鎧に匹敵するほどの防御力を持ち、高い耐性も備えている。『IX』では錬金することにより「シェンロンローブ」になる。
ドラゴンテイル
リメイク版『III』で初登場。
ドラゴンの尾を加工して作った、もしくは似せて作った鞭。鞭の中では高い攻撃力を持つ。
ドラゴンのふん
炎のような熱を発する竜の落し物。錬金の材料として使用する。
竜神の剣・鎧・盾・兜
『VIII』に登場。
竜神王の試練を乗り越えることで貰える武具。主人公専用装備で、最上級クラスの強力な攻撃力・守備力・耐性を持つ。鎧と兜を同時に装備すると主人公の衣装がこの鎧兜をまとった姿に変わる。
竜神の剣は錬金でさらに高い攻撃力と呪文効果を持つ「竜神王の剣」を錬成することができる。
『バトルロード』では頭装備という概念がないが、剣・鎧・盾を装備するとグラフィック上で竜神の兜も装備される。また、2枚の武器カードを用いて強化する「ウェポンダブルスキャン」を使用することにより、右手に竜神王の剣、左手にドラゴンキラーを装備した「竜神王の剣・弐の太刀」を使用することができる。
ドラゴンロッド
東洋の龍が巻きついたような姿をした棍。錬金することにより「シェンロンロッド」になる。
竜戦士の鎧・兜・小手・ブーツ
『IX』に登場。
グレイナルから友情の証として授かる防具。主人公専用装備。一式装備することで、グレイナルに乗る資格を得る。鎧は『バトルロードII』にも登場している。
ドラゴンバスター
『X』に登場。ドラゴン系の敵に大ダメージを与える両手剣。
ドラゴンスティック
『X』に登場。ドラゴン系の敵からMPを奪いやすいスティック。
竜のおまもり
『X』に登場。ファンキードラゴが極稀に落とす装飾品。炎、光属性のダメージを軽減する。
ハイドラベルト
『X』に登場。キングヒドラが稀に落とす装飾品。「おもさ」が大きく上がるほか、さいだいHPも上昇する。

### 漫画・アニメに登場するドラゴン

#### DRAGON QUEST -ダイの大冒険-
アバン＝デ＝ジニュアール3世
もともとは人間だが、ドラゴラムによりドラゴンに変身することができる。
マザードラゴン（聖母竜）
天界からの使者で、代々竜の騎士を産んできた。
ヴェルザー
かつてバーンと魔界を二分する勢力を持っていた冥竜。
ボリクス
かつてヴェルザーと魔界の竜族の覇権を争っていた竜。
ルード
ガルダンディーの相棒であるスカイドラゴン。

#### ドラゴンクエスト列伝 ロトの紋章
やまたのおろち
『III』に登場するキャラクターと同じ個体。